# Трускавецкая городская община
Трускавецкая городская общи́на (укр. Трускавецька міська громада) — территориальная община в Дрогобычском районе Львовской области Украины.
Административный центр — город Трускавец.
Население составляет 39 642 человека. Площадь — 214,8 км².

## Населённые пункты
В состав общины входит 1 город (Трускавец) и 7 сёл:
- Быстрый
- Доброгостов
- Зимовки
- Модрычи
- Оров
- Станыля
- Уличное